# Giuseppe Ippolito Franchi-Verney de Valetta
Giuseppe Ippolito Franchi-Verney de Valetta   (Torí, 17 de febrer de 1848 - Roma, 15 de maig de 1911) va ser un músic i escriptor italià.

## Biografia
Fill d'Alessandro, comte de Valetta, i de Teresa Bianco. Després d'estudiar dret a Torí, es va graduar el 1868 i va ser contractat amb un treball estatal.
El 1874, es va llançar a la capçalera cap a la literatura musical i la pràctica musical sota la tutela de A. Marchisio i Stefano Tempia, que es van dedicar a la seva afició a la música instrumental i simfònica. Una de les seves primeres activitats va ser gestionar els populars concerts de Torí fundant la Societat de Concerts Populars el 1872, que va difondre les simfonies de Beethoven, i formar el Quartet Society el 1875, amb l'objectiu de donar a conèixer la música de cambra. El 1876 va ser un dels promotors de l'Acadèmia de cant coral, anomenada "Stefano Tempia" en honor d'un dels cofundadors.
Va estar crític de música amb nombrosos diaris i revistes, entre elles la "Gazzetta del Popolo", el "Risorgimento" i la "Nova Antologia". Es va comprometre amb la difusió de la música instrumental, en particular de la música alemanya. El 1889 es va casar amb la violinista Teresina Tua, una de les més grans talents de violí del segle xix italià.
Les seves publicacions més importants com a musicòleg van ser "L'Académie de France" à Roma (1903), els músics compositors francesos de l'Acadèmia Francesa de Roma (1904), amb qui va descriure la història de l'acadèmia. L'any següent publicà els quartets de Beethoven (1905), una minuciosa anàlisi dels concerts que va celebrar el quartet Joachim a Roma. El 1910 publicà Chopin (1910), que representà un dels primers llibres italians centrats en el compositor polonès.